# Pristimantis polychrus
Pristimantis polychrus es una especie de anfibio anuro de la familia Craugastoridae.

## Distribución
Esta especie es endémica del departamento de Antioquia en Colombia. Habita entre los 1 140 y 1 540 m de altitud en la vertiente occidental de la Cordillera Occidental.

## Descripción
Los machos miden de 17.0 a 20.6 mm y las hembras de 31.6 a 36.6 mm.

## Publicación original
- Ruíz-Carranza, Lynch & Ardila-Robayo, 1997 : Seis nuevas especies de Eleutherodacrylus Dumeril & Bibron, 1841 (Amphibia : Leptodactylidae) del norte de la Cordillera Occidental de Colombia. Revista de la Academia Colombiana de Ciencias Exactas Físicas y Naturales, vol. 21, n.º 79, p. 155-174[5]